# Taoizam
Taoizam (ili daoizam) naziv je za skupinu filozofskih i religijskih učenja koja se temelje na metafizičkom tumačenju kineskog znaka Tao, koji se najčešće prevodi kao Put. Postoji razlika između taoizma kao filozofije i taoizma kao religije. Taoizam je ostavio neizbrisiv trag na razna područja kineske kulture, a poslije se proširio i na druga područja istočne Azije.
Jedan od utemeljitelja taoizma je i Lao Ce, koji je živio u 6. stoljeću prije Krista. Lao Ce je poučavao da ljudi trebaju živjeti u harmoniji s prirodom. Naglašavao je važnost jednostavnog života i održanje ravnoteže s prirodom, pri čemu se nije slagao s Konfucijevim uvjerenjem da su u jednom društvu najvažniji snažna obitelj i država. Nije vjerovao u zakone i poučavao je da je najbolji način života ne poduzimati nikakve snažne, protuprirodne akcije. Temeljno djelo taoizma je Tao Te Ching, koja se često prevodi kao Knjiga puta i vrline.
Središnji pojam taoizma je Tao (ili Dao). Tao je nepromjenjiv, prije je svih stvari. Od njega potječu nebo i zemlja, kao dva spola. U kineskoj filozofiji muški princip univerzuma Jang (nebo, vrućina, svjetlo) i ženski princip univerzuma Jin (zemlja, hladnoća, mrak), koji zajedno održavaju sklad svijeta i u neprestanom su mijenjanju. Taoisti Tao tumače kao princip kontinuiteta u vječno mijenjajućem univerzumu.
Taoizam kao religija se pojavljuje dosta kasnije, u 2. stoljeću. Jedna je od velikih religioznih tradicija nastalih u Kini. Za razliku od velikih zapadnjačkih religija, taoizam nema jednog boga ni proroka osnivača. Jedno od glavnih vjerovanja taoizma je da svaka osoba treba slijediti vlastiti Tao ili Put. Univerzalan, a ipak veoma osobne prirode, taoizam je imao značajnog utjecaja na duhovni život mnogih kultura u Aziji i širom svijeta.

## Vanjske poveznice
- O religijskim pokretima  Arhivirana inačica izvorne stranice od 29. kolovoza 2006. (Wayback Machine)